# Bors (Canton de Tude-et-Lavalette)
Bors (auch: Bors-de-Montmoreau, okzitanisch gleichlautend) ist eine französische Gemeinde mit 227 Einwohnern (Stand: 1. Januar 2022) im Département Charente in der Region Nouvelle-Aquitaine. Die Einwohner werden Borsois genannt.

## Lage
Bors liegt etwa 31 Kilometer südlich von Angoulême. Umgeben wird Bors von den Nachbargemeinden Juignac im Norden, Pillac im Süden und Osten, Bellon im Süden und Südwesten, Montboyer im Westen sowie Montmoreau im Nordwesten.

## Bevölkerungsentwicklung
| Jahr                       | 1962 | 1968 | 1975 | 1982 | 1990 | 1999 | 2006 | 2017 |
| Einwohner                  | 407  | 404  | 344  | 346  | 283  | 270  | 270  | 268  |
| Quellen: Cassini und INSEE |      |      |      |      |      |      |      |      |

## Sehenswürdigkeiten
- Kirche Saint-Pierre-et-Saint-Paul aus dem 12./13. Jahrhundert
- Schloss und Domäne Les Plassons aus dem 15. Jahrhundert, Umbauten aus dem 17. Jahrhundert, mit Kapelle
- Mühle von Perdrigeau aus dem 18. Jahrhundert

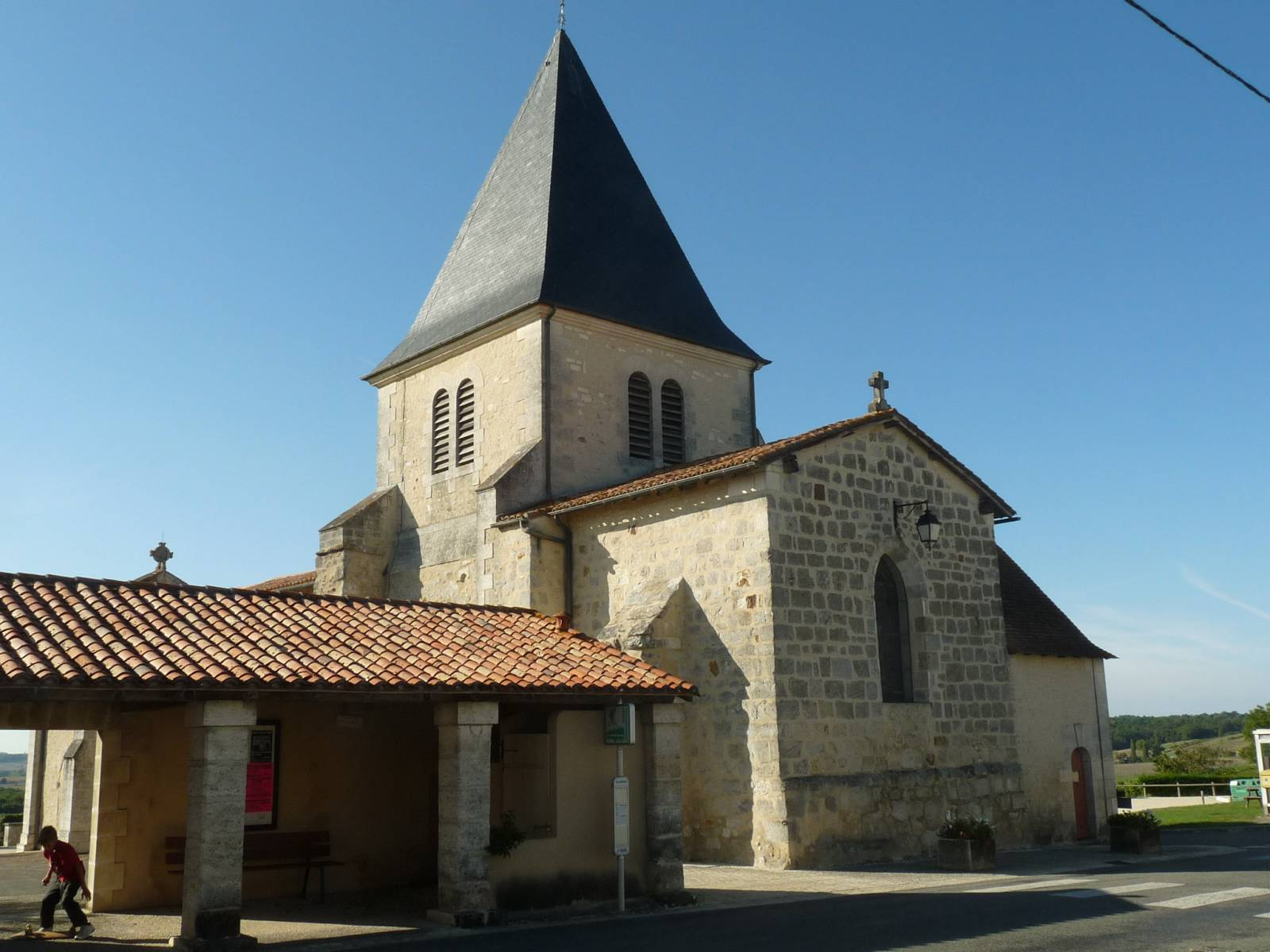
Kirche Saint-Pierre-et-Saint-Paul
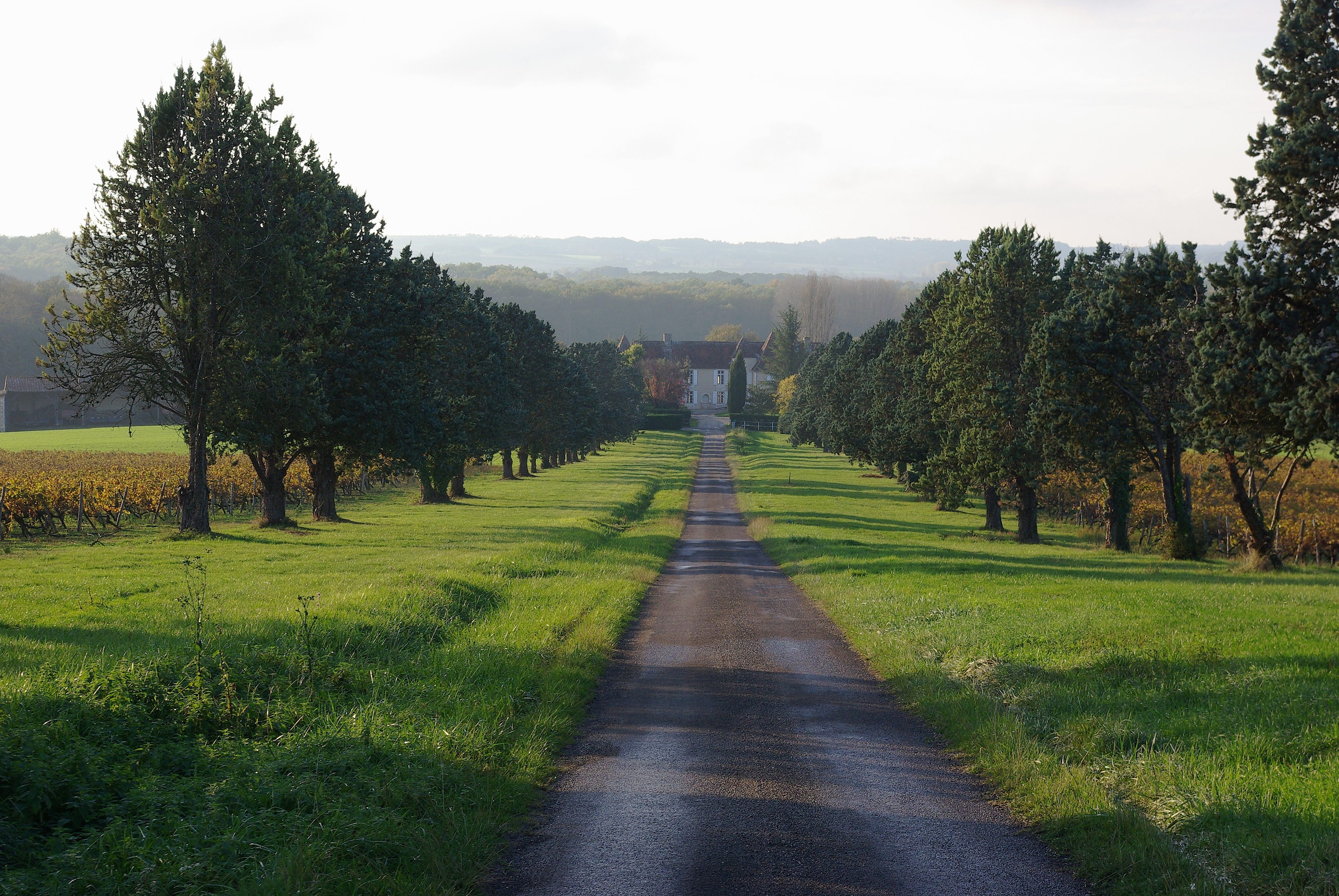
Allee zum Schloss Les Plassons
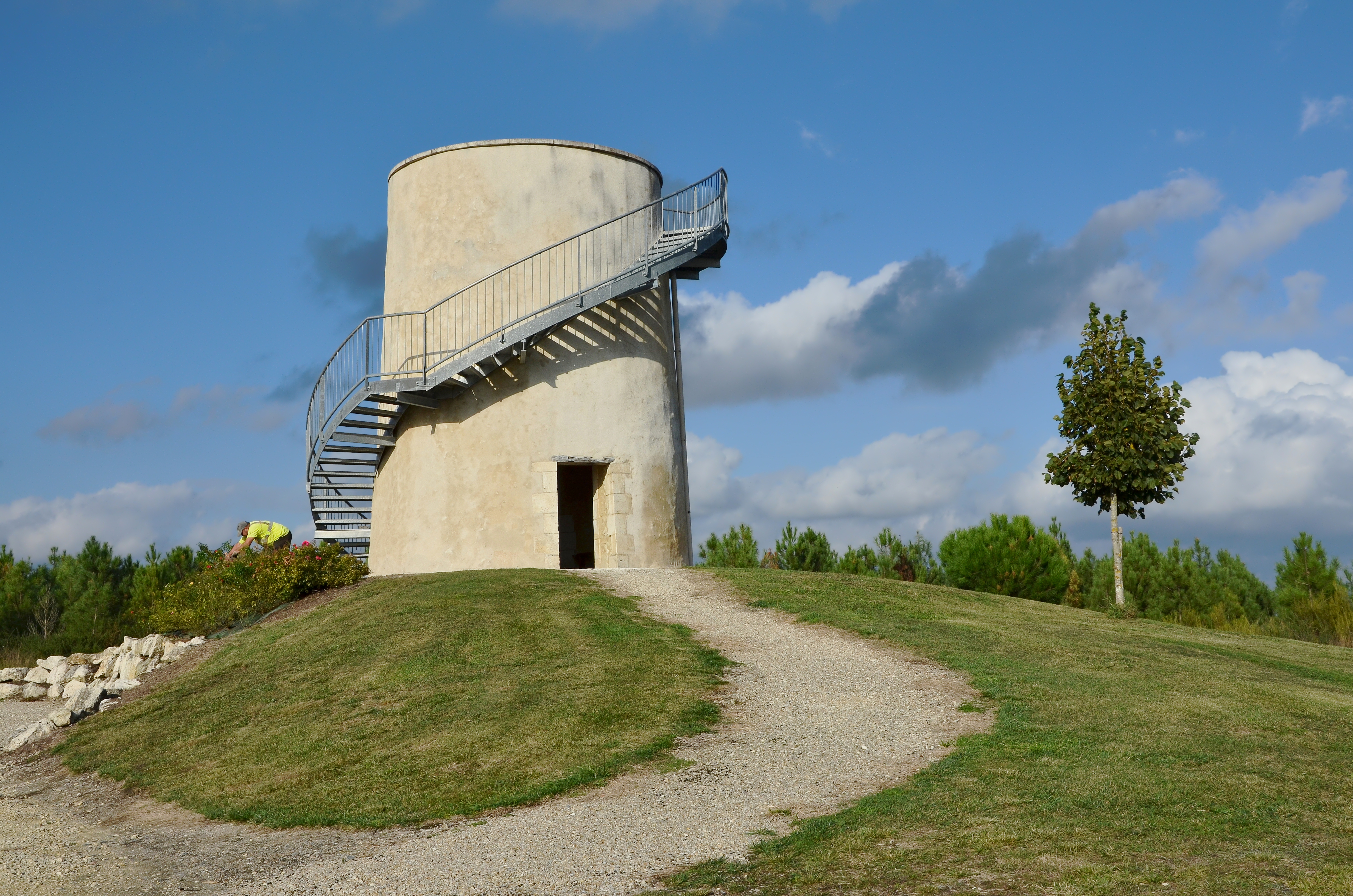
Mühle von Perdrigeau